# Sendero de Florencio V
El Sendero de Florencio V es un camino que discurre 245 km desde Ámsterdam hacia Bergen op Zoom en los Países Bajos. Está marcado con señales rojas y blancas y la organización Wandelnet se encarga de la administración. 
Corre por el corazón verde de los Países Bajos. El sendero pasa junto al castillo Muiderslot, en la que el conde Florencio V de Holanda y Zelanda fue asesinado en 1296, es por ello que se le dedicó la ruta. Al salir del país, continúa por Flandes, Valonia y Francia para llegar a París. Desde Bergen op Zoom pasa a denominarse GR 12 hasta París.

## Lugares de interés a lo largo de la ruta

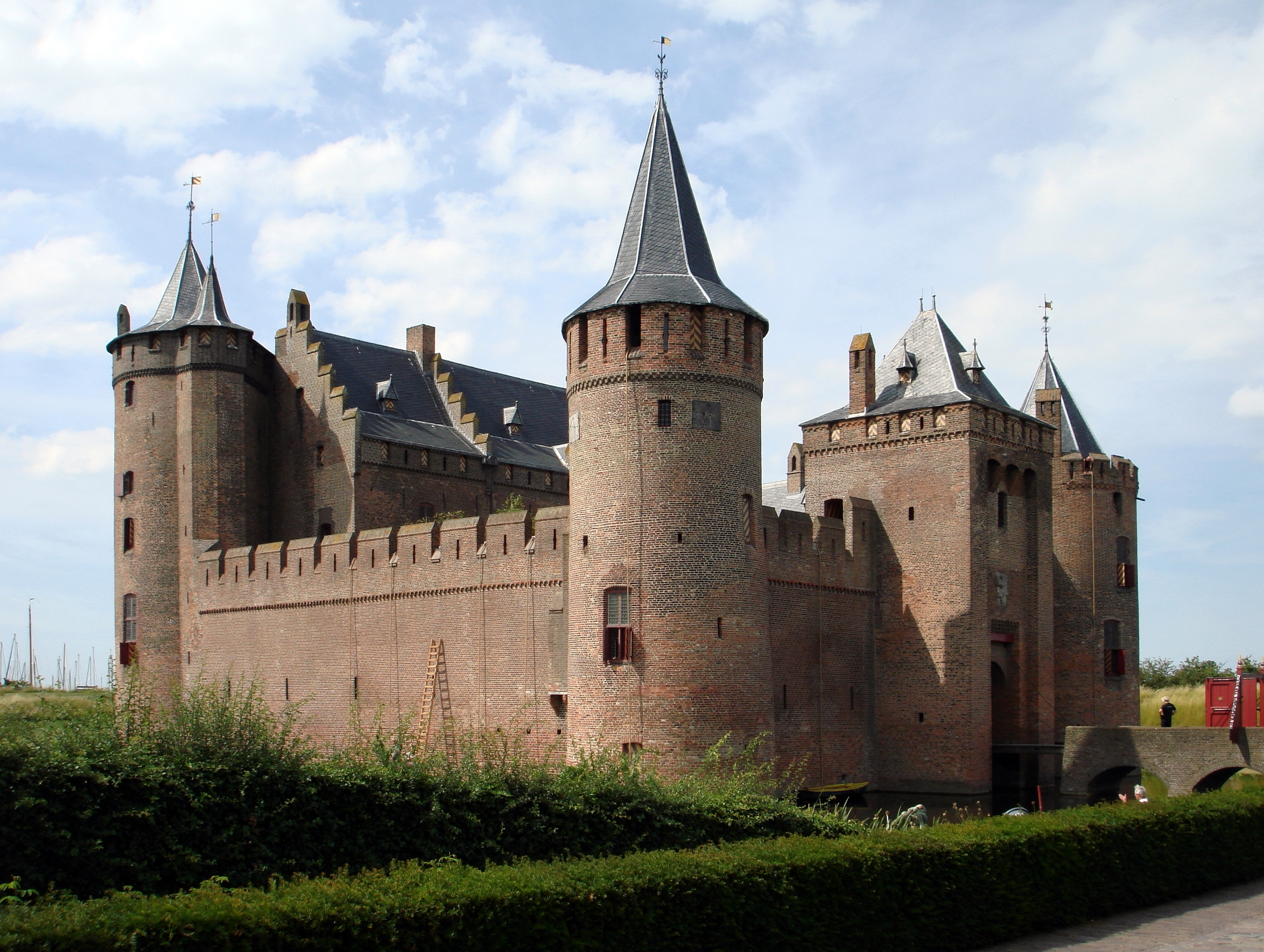
El castillo Muiderslot
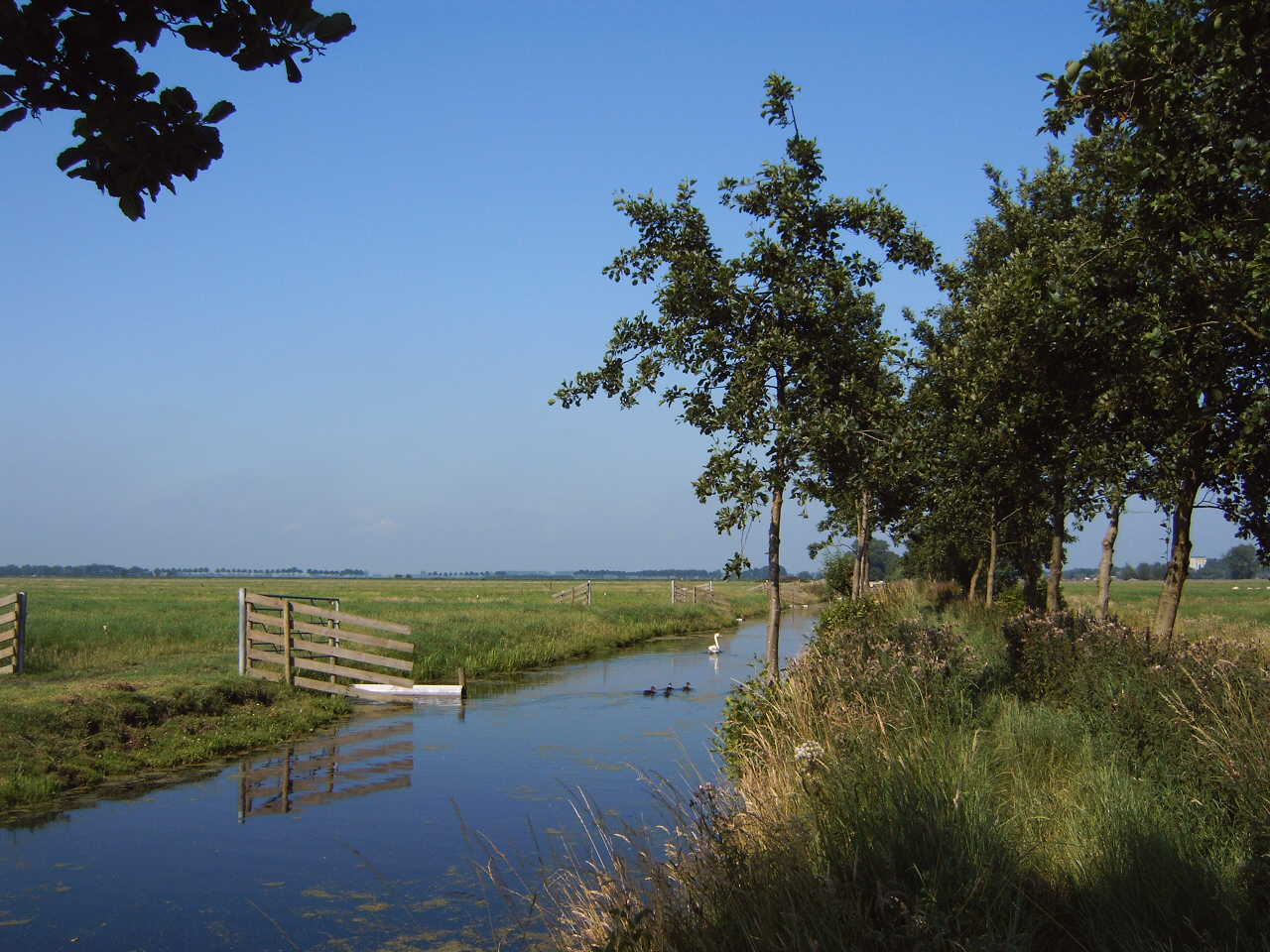
La sección de dicho Tiendweg (camino de la delme), en el oeste d'Oudewater
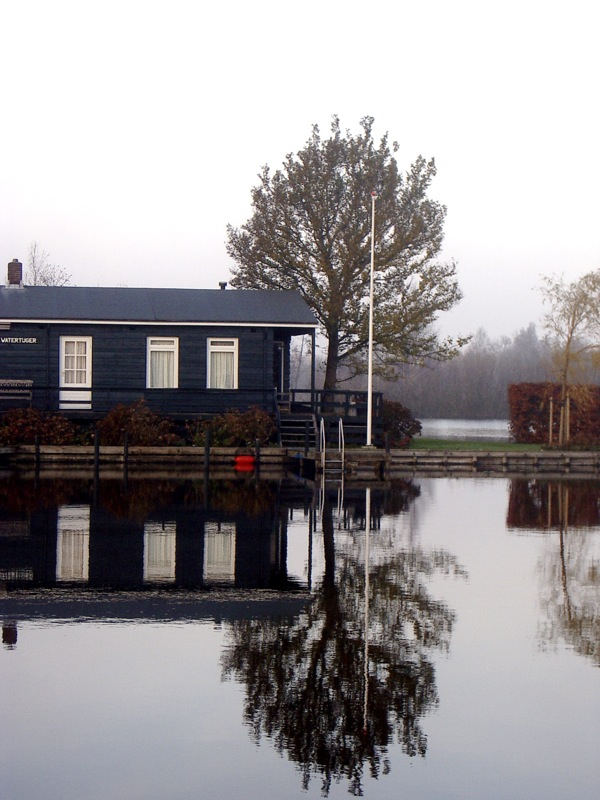
El lago de Loosdrechtse Plassen
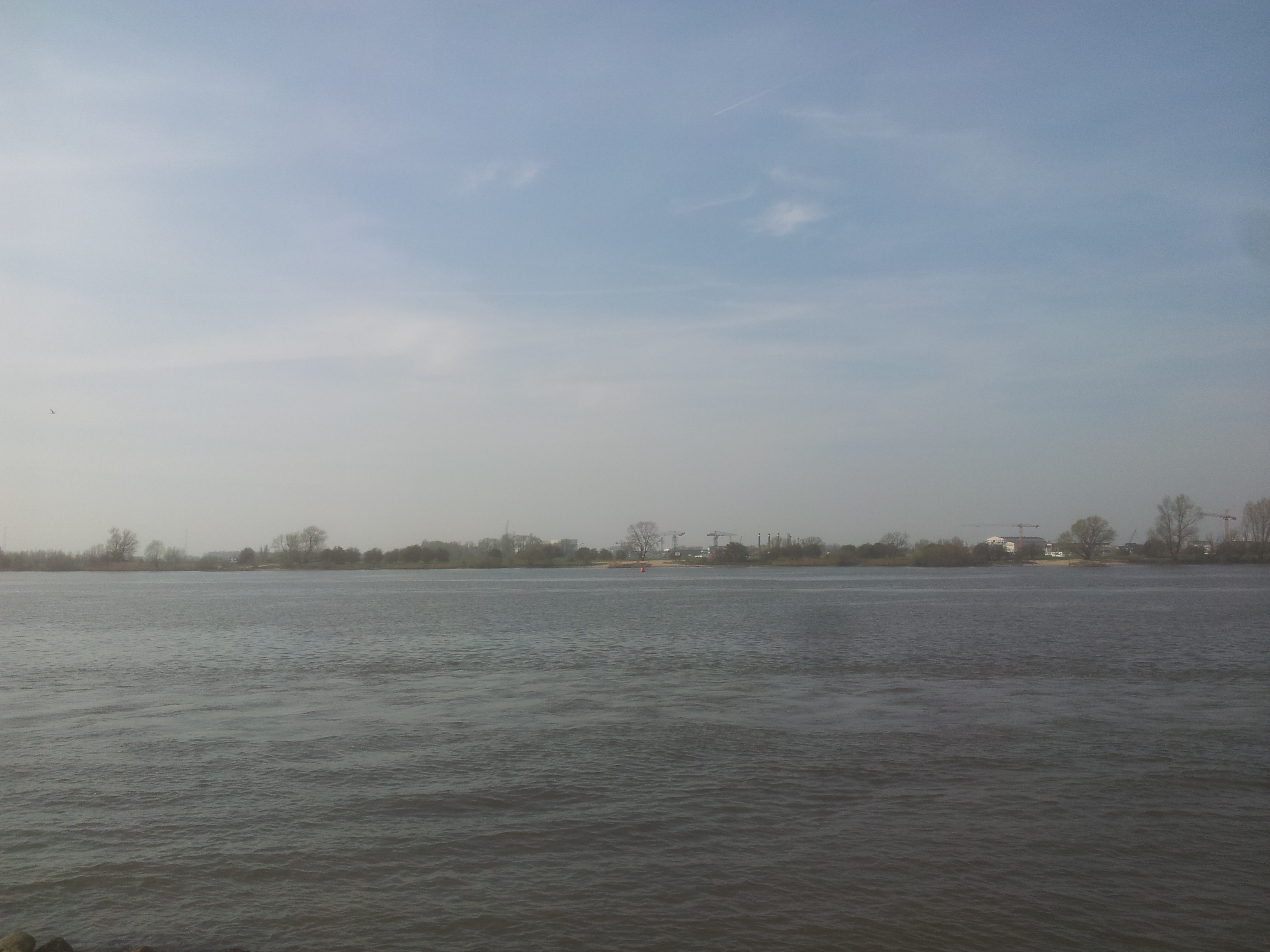
Nieuwe Merwede